# Táta to ví nejhůř
Táta to ví nejhůř (v anglickém originále Father Knows Worst) je 18. díl 20. řady (celkem 438.) amerického animovaného seriálu Simpsonovi. Scénář napsal Rob LaZebnik a díl režíroval Matthew Nastuk. V USA měl premiéru dne 26. dubna 2009 na stanici Fox Broadcasting Company a v Česku byl poprvé vysílán 9. ledna 2010 na stanici ČT2.

## Děj
Homer, Bart a Líza se vydají na karneval do přístavu a Homer si pochutnává na různých druzích kebabu. Při jejich nevybíravém pojídání omylem spolkne hořící tyčinku. Snaží se ji uhasit vodou, ale nechá se Bartem obelstít a vypije tekutinu do zapalovače. Homerův jazyk tak musí být zasádrován a po sundání sádry se Homerovy chuťové buňky stanou přecitlivělými, takže je pro něj konzumace běžného jídla utrpením. Líza problém vyřeší tím, že Homerovi dává jídlo z jídelny Springfieldské základní školy, které je tak mdlé, že ho snese i takový superochutnávač, jako je Homer. Homer se rozhodne stravovat na základní škole, a dokonce zajde tak daleko, že se stane obsluhou v jídelně, aby mohl platit za své jídlo, což Barta přivádí do rozpaků. 
Při stolování ve škole se Homer setkává s matkou, která na svého syna Noaha tlačí, aby uspěl, tím, že mu je neustále nablízku. Má uštěpačné poznámky k Homerovým dětem a poukazuje na to, jak je Bart hloupý a jak moc je Líza společenský vyvrhel. Homer se tak obává, že jedinou ambicí jeho dětí v životě bude sloužit dětem, jako je Noah. Bart musí postavit model z balsového dřeva, aby se mohl zúčastnit soutěže ve stavění miniatur, a Homer trvá na tom, že mu pomůže. Při nákupu balsového dřeva Homer prozradí, že Bart postaví Washingtonův památník, ale ředitel Skinner to kritizuje jako příliš snadné. Na to Homer koupí nejtěžší stavebnici z prodejny – Westminsterské opatství. 
Homer je přesvědčen, že Bart model opatství správně nepostaví, a trvá na tom, že ho postaví sám. Pracuje dlouho do noci a omylem usne. Během snové pasáže duchové některých historických osobností, o nichž si Homer představuje, že jsou pohřbeny ve Westminsterském opatství – Geoffrey Chaucer, Anna Klevská a Oscar Wilde (který je ve skutečnosti pohřben v Paříži) –, radí Homerovi, aby nechal Barta poučit se z jeho chyb. Když se Homer probudí, zjistí, že model omylem rozdrtil k nepoznání. Na soutěži si inspektor Chalmers všimne, že Bartův model je jediný, který nevypadá „příliš dokonale“, a tak se domnívá, že je miniatura jedinou, která nebyla sestrojena s pomocí rodičů, ale Bart cenu odmítne a prozradí, že všechnu práci odvedl Homer, a apeluje na rodiče, aby nechali své děti poučit se z vlastních chyb; měl totiž stejný sen jako Homer. Také Líza se otci přizná, že už nechce být oblíbená, a poznamená, že je to „těžká práce být takhle povrchní“. 
Mezitím Marge vymění ve sklepě ohřívač vody a objeví skrytou saunu, kterou si nechá pro sebe ze strachu, že Homer pozve své přátele a Vočka (ten si ve scéně, kterou si Marge představuje, nepřinese ručník). Marge navštěvuje saunu pravidelně a je tak hluboce uvolněná, že nereaguje, když jí Homer řekne o Bartových a Líziných problémech. Poté, co se Homer vrátí domů v domnění, že jako rodič selhal, ho Marge zavede dolů do sauny, kde se oddávají relaxaci. Nakonec Marge polije kameny v sauně pivem, a když z nich spadnou ručníky, oba se políbí. 

## Přijetí
Epizoda získala rating 4,5/6 podle agentury Nielsen a sledovalo ji 5,94 milionu diváků.
Erich Asperschlager z TV Verdictu řekl, že díl Táta to ví nejhůř je „střední cestou“ mezi epizodami Simpsonových, protože „se nachází přesně uprostřed mezi nejlepšími a nejhoršími epizodami Simpsonových“. Přestože Marge a Maggie jsou naprosto zbytečné a Lízina dějová linie se sotva rozjede, vidět Homera, jak se snaží o cokoli, je dobré pro zasmání, zejména pokud je tím něčím rodičovství a zahrnuje představu, že Marge jezdí na vodních lyžích na stegosaurovi. Není to zrovna vzorová epizoda, ale přesto je to slušný příspěvek.“.
Robertu Canningovi z IGN se epizoda líbila. „Hlavní příběh byl zábavný a náhodné vtípky v průběhu dílu přidaly na kvalitě. (…) Celkově vzato je těžké si stěžovat, když je příběh solidní a vtipy vtipné,“ uvedl.
Dan Castellaneta za svou roli Homera Simpsona v této epizodě získal cenu Primetime Emmy za vynikající hlasový výkon, což znamenalo jeho čtvrtý zisk této ceny.